# Listă de conducători de stat din 1638
1634 - 1635 - 1636 - 1637 - 1638 - 1639 - 1640 - 1641 - 1642
Aceasta este o listă a conducătorilor de stat din anul 1638:

## Europa
- Anglia: Carol I (rege din dinastia Stuart, 1625-1649)
- Austria (Innsbruck): Claudina (arhiducesă din dinastia de Habsburg, ramura de Tirol, 1632-1646)
- Austria (Viena): Ferdinand al III-lea (arhiduce din dinastia de Habsburg, 1637-1657; totodată, rege al Ungariei, 1637-1657; totodată, rege al Cehiei, 1637-1657; totodată, rege al Germaniei, 1637-1657; totodată, împărat occidental, 1637-1657)
- Bavaria: Maximilian I (duce din dinastia de Wittelsbach, 1597-1651; principe elector, din 1623)
- Brandenburg: Georg Wilhelm (principe elector din dinastia de Hohenzollern, 1619-1640; totodată, duce de Prusia, 1619-1640)
- Cehia: Ferdinand al III-lea (rege din dinastia de Habsburg, 1637-1657; totodată, arhiduce de Austria, 1637-1657; totodată, rege al Ungariei, 1637-1657; totodată, rege al Germaniei, 1637-1657; totodată, împărat occidental, 1637-1657)
- Crimeea: Bahadîr Ghirai ibn Selamet (han din dinastia Ghiraizilor, 1637-1641)
- Danemarca: Christian al IV-lea (rege din dinastia Oldenburg, 1588-1648)
- Florența: Ferdinand al II-lea (mare duce din familia Medici, 1621-1670)
- Franța: Ludovic al XIII-lea cel Drept (rege din dinastia de Bourbon, 1610-1643)
- Genova: Agostino Pallavicino (doge, 1637-1639)
- Germania: Ferdinand al III-lea (rege din dinastia de Habsburg, 1637-1657; totodată, arhiduce de Austria, 1637-1657; totodată, rege al Ungariei, 1637-1657; totodată, rege al Cehiei, 1637-1657; totodată, împărat occidental, 1637-1657
- Gruzia: Rostom (rege din dinastia Bagratizilor, 1632-1656/1658; ulterior, rege în Kakhetia, 1648-1656)
- Gruzia, statul Imeretia: Gheorghe al II-lea (rege din dinastia Bagratizilor, 1604-1639)
- Gruzia, statul Kakhetia: Teimuraz I (rege din dinastia Bagratizilor, 1605-1614, 1615-1616, 1623-1633, 1636-1648; ulterior, rege al Gruziei, 1629-1632)
- Imperiul occidental: Ferdinand al III-lea (împărat din dinastia de Habsburg, 1637-1657; totodată, arhiduce de Austria, 1637-1657; totodată, rege al Ungariei, 1637-1657; totodată, rege al Cehiei, 1637-1657; totodată, rege al Germaniei, 1637-1657
- Imperiul otoman: Murad al IV-lea (sultan din dinastia Osmană, 1623-1640)
- Lorena Superioară: Carol al IV-lea (al III-lea) (duce din dinastia de Lorena-Vaudemont, 1624-1675; duce titular, din 1633)
- Mantova: Carlo al II-lea (duce din casa Gonzaga-Nevers, 1637-1665)
- Modena: Francesco I (duce din casa d'Este, 1629-1658)
- Moldova: Vasile Lupu (domnitor, 1634-1653)
- Monaco: Onorato al II-lea (senior din casa Grimaldi, 1604-1662; principe, din 1619)
- Olanda: Friedrich Heinrich (stathouder din dinastia de Orania, 1625-1647)
- Parma și Piacenza: Odoardo I (duce din casa Farnese, 1622-1646)
- Polonia: Vladislav al IV-lea (rege din dinastia Vasa, 1632-1648)
- Prusia: Georg Wilhelm (duce din dinastia de Hohenzollern, 1619-1640; totodată, principe elector de Brandenburg, 1619-1640)
- Rusia: Mihail al III-lea Fedorovici (țar din dinastia Romanov, 1613-1645)
- Savoia: Francesco Giacinto (duce, 1637-1638) și Carlo Emmanuele al III-lea (duce, 1638-1675)
- Saxonia: Johann Georg I (principe elector din dinastia de Wettin, 1611-1656)
- Spania: Filip al IV-lea (rege din dinastia de Habsburg, 1621-1665)
- Statul papal: Urban al VIII-lea (papă, 1623-1644)
- Suedia: Kristina (regină din dinastia Wasa, 1632-1654)
- Transilvania: Gheorghe Rakoczi I (principe, 1630-1648)
- Țara Românească: Matei Basarab (domnitor, 1632-1654)
- Ungaria: Ferdinand al III-lea (rege din dinastia de Habsburg, 1637-1657; totodată, arhiduce de Austria, 1637-1657; totodată, rege al Cehiei, 1637-1657; totodată, rege al Germaniei, 1637-1657; totodată, împărat occidental, 1637-1657
- Veneția: Francesco Erizzo (doge, 1631-1646)

## Africa
- Așanti: Oti Akenten (așantehene, cca. 1630-cca. 1660)
- Bagirmi: Burkomanda I (mbang, 1635-1665)
- Benin: Ohuan (sau Odogbo) (obba, cca. 1608-cca. 1640)
- Buganda: Kateregga (kabaka, 1614-1644)
- Congo: Alvaro al V-lea (mani kongo, 1636-1638) și Alvaro al VI-lea (mani kongo, 1638-1641)
- Dahomey: Dakodonu (rege, cca. 1625-1645/1650)
- Ethiopia: Fasiladas (Seltan Sagad al II-lea) (împărat, 1632-1667)
- Imerina: Andriantsitakatrandriana (rege, cca. 1630-cca. 1650)
- Imperiul otoman: Murad al IV-lea (sultan din dinastia Osmană, 1623-1640)
- Kanem-Bornu: Ibrahim al III-lea (sultan, cca. 1632-cca. 1639)
- Lunda: Mwaant Luseeng (mwato-yamvo, cca. 1630-cca. 1660)
- Munhumutapa: Mavura al II-lea Mhande Filip (rege din dinastia Munhumutapa, 1629-1652)
- Oyo: Oluodo (rege, ?-?) (?) și Ajagbo (rege, ?-?) (?)
- Rwanda: Ruganzu al II-lea Ndoori (rege, cca. 1624-cca. 1648)
- Sennar: Rubat ibn Badi (sultan, cca. 1616-cca. 1645)
- Songhay (Dendi): Daud al II-lea (rege, 1618-1640)
- Wadai: Abd al-Karim I ibn Djame (sultan, cca. 1635-1655)

## Asia

### Orientul Apropiat
- Iran: Safi I (șah din dinastia Safavidă, 1629-1642)
- Imperiul otoman: Murad al IV-lea (sultan din dinastia Osmană, 1623-1640)
- Yemen, statul Sanaa: al-Muayyad Mhammad (imam, 1620-1644)

### Orientul Îndepărtat
- Atjeh: Iskandar Thani Ala ad-Din Mughayat Șah (sultan, 1636-1641)
- Birmania, statul Arakan: Thirithudamma (Salim Șah) (rege din dinastia de Mrohaung, 1622-1638), Minsani (rege din dinastia de Mrohaung, 1638) și Narapatigyi (rege din dinastia de Mrohaung, 1638-1645)
- Birmania, statul Toungoo: Thalun (rege, 1629-1648)
- Cambodgea: Preah Bat Samdech Preah Ang-tong Reachea Thireach Thippadey Barommopit (Chau Ponhea Nu) (rege, 1630/1631-1640)
- China: Sizong (Zhu Youjian) (împărat din dinastia Ming, 1628-1644)
- Coreea, statul Choson: Injo (Yi Chong) (rege din dinastia Yi, 1624-1649)
- India, statul Moghulilor: Khurram Șihab ad-din Muhammad (Șah Jahan I) (împărat, 1628-1657)
- India, statul Vijayanagar: Venkata al III-lea (Penda Venkata) (rege din dinastia Aravidu, 1630-1642)
- Japonia: Meișo (împărăteasă, 1630-1643) și Iemitsu (principe imperial din familia Tokugaua, 1623-1651)
- Laos, statul Lan Xang: Upagnuverat (rege, 1622-1623, 1628-1639)
- Maldive: Imad ad-Din Muhammad I (sultan, 1620-1648)
- Mataram: Chakra-kusuma And ar-Rahman (Raden Mas Rangsang Prabu Pandita) Sultan Agung (sultan, 1613-1645)
- Nepal (Benepa): Narendramalla (rege din dinastia Malla, cca. 1633-1642)
- Nepal (Kathmandu): Lakșmi Narasimhamalla (rege din dinastia Malla, cca. 1595-1639)
- Nepal (Lalitpur): Siddhi Marasimhamalla (rege din dinastia Malla, cca. 1620-1657)
- Nepal, statul Gurkha: Șri Dambar Șah (rajah, 1636-1642)
- Sri Lanka, statul Kandy: Rajasinha (rege, 1635-1687)
- Thailanda, statul Ayutthaya: Prasattong (rege, 1630-1655)
- Tibet: rJe bLo-bzang nGag-dbang T'u-btsan Jigs-med rgya-mtsho (P'yong-rgyas) (dalai lama, 1617-1682)
- Tibet: Panchen bLo-bzang Ch'os-kyi rgyal mtshan (Chokyi Gyaltsen) (panchen lama, 1569-1662)
- Vietnam, statul Dai Viet: Le Than-tong (Uyen hoang-de) (rege din dinastia Le târzie, 1619-1643, 1649-1662)
- Vietnam (Hanoi): Mac Kinh Khoan (rege din dinastia Mac, 1623-1638) și Mac Kinh Vu (rege din dinastia Mac, 1638-1677)
- Vietnam (Hue): Nguyen Phuc Lan (rege din dinastia Nguyen, 1635-1648)
- Vietnam (Taydo): Trinh Trang (rege din dinastia Trinh, 1623-1657)